# Орден Государственного герба
Орден Государственного герба (эст. Riigivapi teenetemärk) — государственная награда Эстонской Республики, де-юре высший знак отличия для граждан Эстонии за заслуги перед государством.

## История

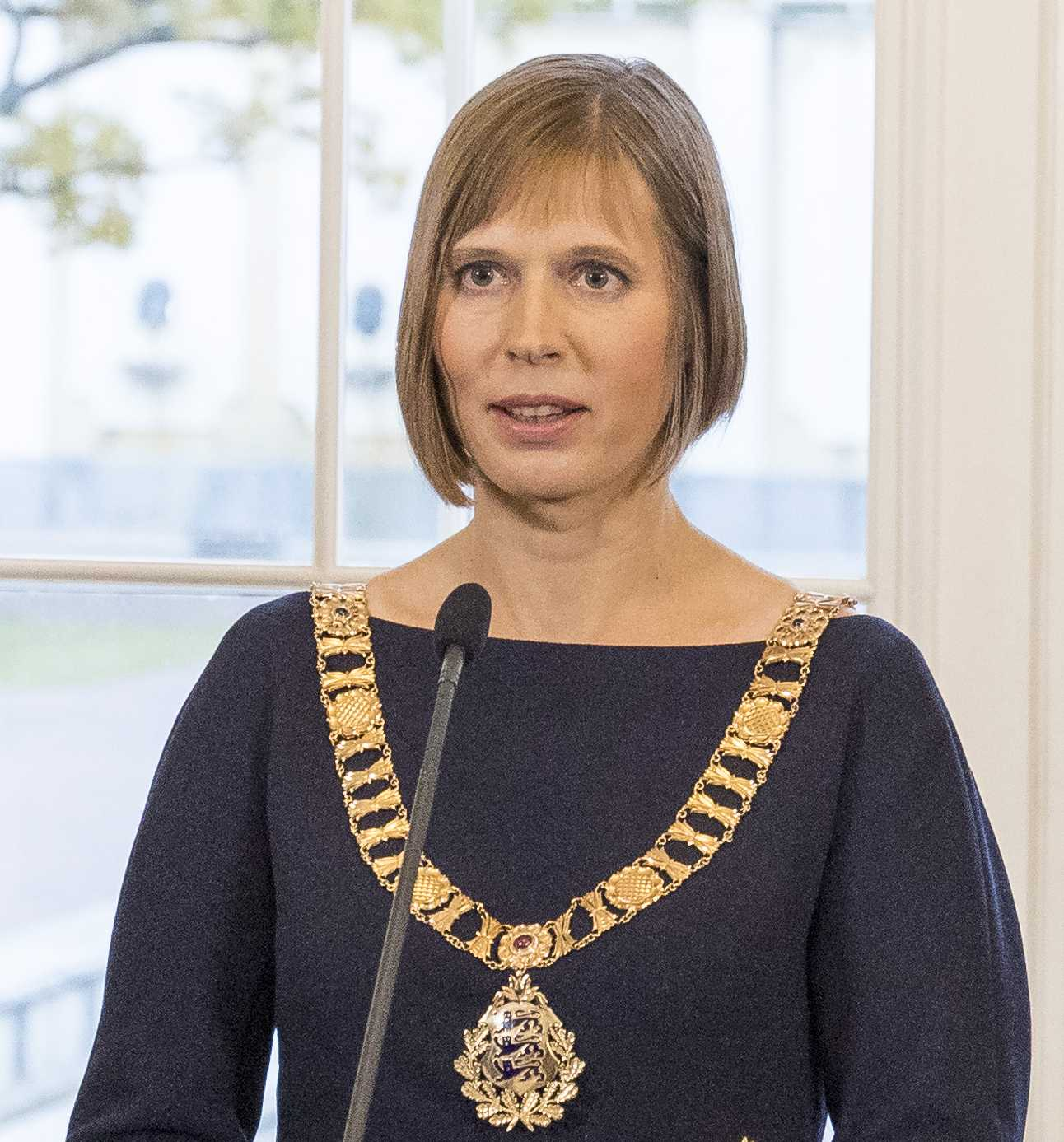
Президент Кальюлайд с цепью ордена

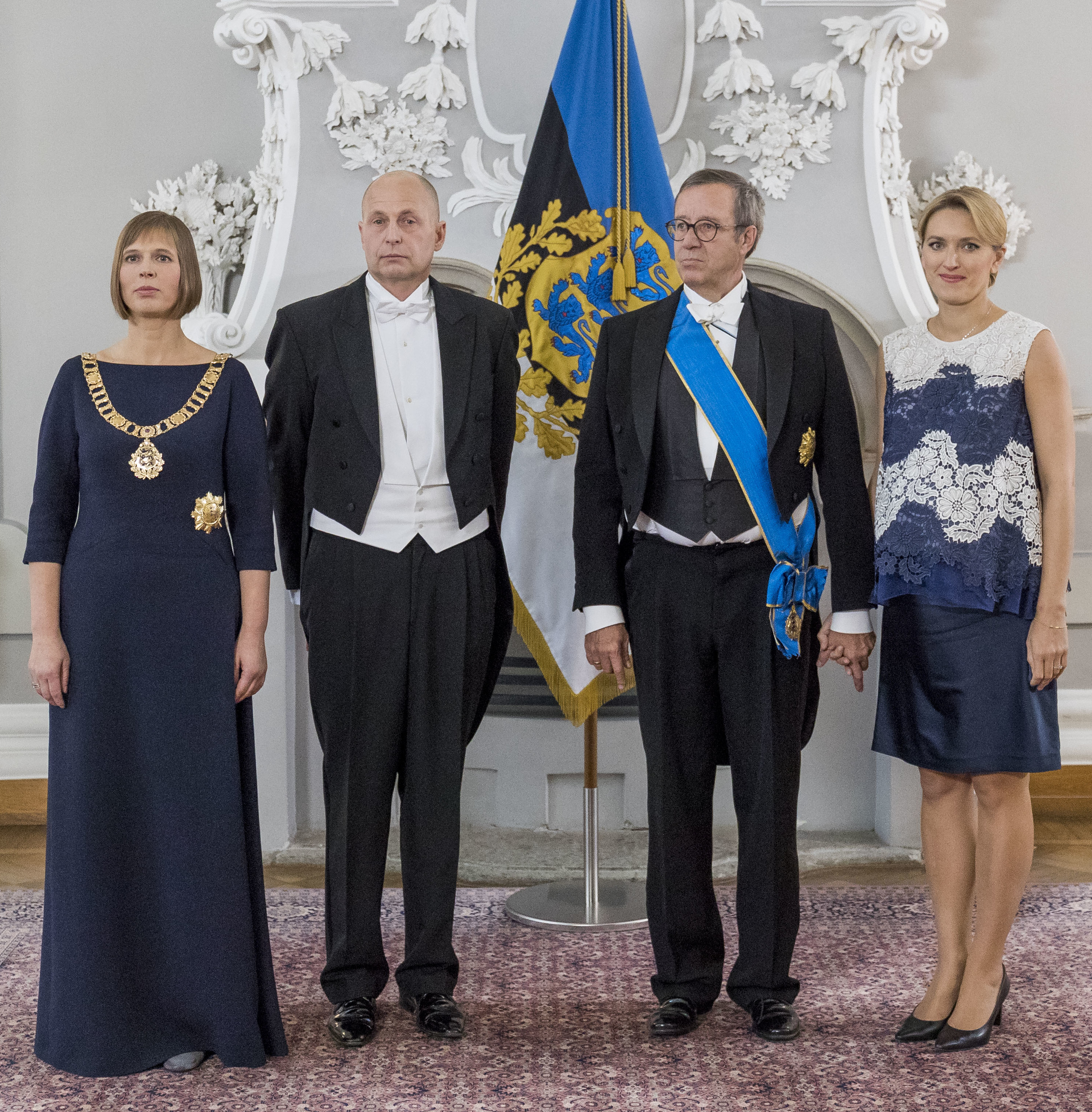
Президенты Кальюллайд и Ильвес со знаками ордена высшей степени

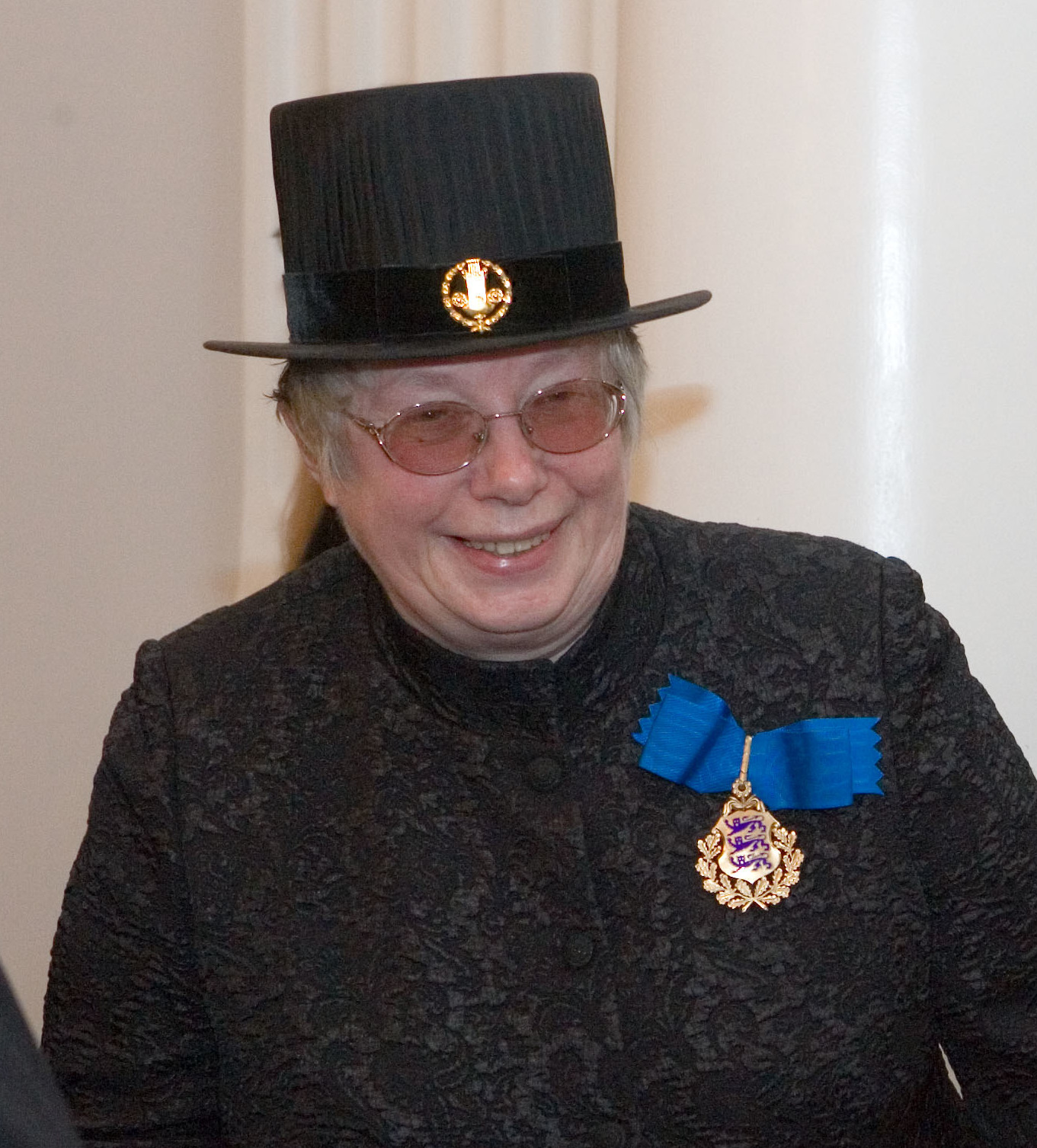
Марью Лауристин со знаком 3-й степени

Орден Государственного герба был учреждён законом о государственных наградах Эстонской Республики от 7 октября 1936 года, в память провозглашения независимости Эстонии в 1918 году. Орден предназначен для вознаграждения за особые заслуги перед государством граждан, уже отмеченных другими государственными наградами Эстонии. Изначально орденом могли награждаться и иностранцы, но в январе 1939 года было установлено, что орден Государственного герба может вручаться только гражданам Эстонии.
Вхождение Эстонии в состав СССР в 1940 году прекратило существование эстонских орденов. После восстановления в 1991 году независимости Эстонии орден Государственного герба был возрождён Законом о наградах от 5 мая 1994 года в прежнем качестве.
Орден был учреждён в 12 степенях: цепь ордена, специальная большая лента, 1—5 основные классы и медаль в 5 степенях. После восстановления ордена в 1994 году количество степеней было сокращено и орден стал состоять из 6 степеней: цепь ордена и 1—5 основные классы. Высшей степенью ордена является цепь, которая также выполняет роль должностного знака президента Эстонии.
Поскольку по своему статусу цепи эстонских орденов могут вручаться только главам государств, а орден Государственного герба может вручаться только эстонским гражданам, цепью ордена Государственного герба за заслуги могут быть награждены только президенты Эстонии. До 2007 года цепью ордена президенты Эстонии не награждались, нося её только в качестве должностного знака во время действия своих полномочий. Цепь существовала в единственном экземпляре. Законом о наградах от 19 декабря 2007 года установлено одновременно с вступлением в должность президента считать его кавалером цепи ордена Государственного герба, с вручением цепи ордена, которая носится им при исполнении президентских обязанностей как должностной знак и сохраняется у него после сложения президентских полномочий. Этим же законом постановлено считать кавалерами цепи и прежних президентов Эстонии, для чего были изготовлены дополнительные экземпляры цепи.
До 1940 года второй после цепи высшей степенью являлась специальная большая лента ордена Государственного герба. При учреждении должности Президента Эстонии в 1938 году было установлено, что при вступлении в должность президент становился кавалером специальной большой ленты. Единственным её кавалером стал Константин Пятс. После восстановления ордена в 1994 году эта степень не была восстановлена.
Первым кавалером награды стал гражданин Финляндии Йохан Пахлстен (фин. Johan Pahlsten), удостоенный 29 января 1937 года медали ордена 1-й степени. Первыми гражданами Эстонии, отмеченными орденом Государственного герба, стали пять сотрудников эстонской полиции, награждённые 21 июня 1937 года за участие в ликвидации 8 декабря 1935 года попытки восстания вапсов (членов Союза ветеранов Освободительной войны). Три знака ордена 3-й степени и две медали 2-й степени были им вручены в День победы 23 июня 1937 года.
Всего до 1940 года орденом Государственного герба разных степеней были награждены 22 человека (считая с 2007 года и цепь Константина Пятса — 23 вручения), из которых 11 иностранцев (1 поляк и 10 финнов). После восстановления ордена в 1994 году состоялось уже более 500 награждений граждан Эстонии. Первым восстановленным орденом был отмечен бывший посол Эстонии в США и постоянный представитель Эстонии при ООН Эрнст Яаксон, удостоенный 23 августа 1995 года сразу 1-й степени ордена.
Один кавалер ордена Государственного герба был в последующем лишён награды решением президента Эстонии.
Награждение орденом происходит 1 раз в год. Указы о награждении подписываются президентом Эстонии в начале февраля, вручение знаков традиционно происходит накануне Дня независимости Эстонии. В исключительных случаях награждение может быть произведено в другое время.
В иерархии эстонских наград орден Государственного герба формально занимает второе место, после Креста Свободы, однако поскольку Крест Свободы с 1925 года является «спящей» наградой, предусмотренной только на военное время, орден Государственного герба является высшей гражданской наградой Эстонии.

## Статистика награждений
| Степени:           | Цп  | СБЛ | I | II | III | IV | V | 1м | 2м | 3м | 4м | 5м | Всего   |
| ------------------ | --- | --- | - | -- | --- | -- | - | -- | -- | -- | -- | -- | ------- |
| Гражданам Эстонии: | (1) | 1   | 1 | —  | 4   | —  | — | —  | 4  | —  | 1  | —  | 11 (12) |
| Иностранцам:       | —   | —   | 1 | —  | —   | —  | — | 1  | —  | 1  | 4  | 4  | 11      |
| Всего:             | (1) | 1   | 2 | —  | 4   | —  | — | 1  | 4  | 1  | 5  | 4  | 22 (23) |

Цп — цепь; СБЛ — специальная большая лента; 1м—5м — медали 1—5 степеней
| Степени: | Цп | I | II | III | IV  | V   | Всего |
| -------- | -- | - | -- | --- | --- | --- | ----- |
| 1995 год | —  | 1 | —  | —   | —   | —   | 1     |
| 1996 год | —  | 2 | 8  | 10  | 10  | —   | 30    |
| 1997 год | —  | — | 5  | 9   | 7   | 7   | 28    |
| 1998 год | —  | — | 2  | 3   | 12  | 12  | 29    |
| 1999 год | —  | — | —  | 3   | 6   | 3   | 12    |
| 2000 год | —  | — | 3  | 5   | 9   | 1   | 18    |
| 2001 год | —  | — | 7  | 7   | 8   | 26  | 48    |
| 2002 год | —  | — | —  | 1   | 33  | 39  | 73    |
| 2003 год | —  | — | 2  | 2   | 3   | 1   | 8     |
| 2004 год | —  | — | 1  | 3   | —   | —   | 4     |
| 2005 год | —  | — | 1  | —   | —   | 5   | 6     |
| 2006 год | —  | 4 | 18 | 87  | 45  | 40  | 194   |
| 2007 год | 3  | — | —  | 1   | —   | 14  | 18    |
| 2008 год | —  | — | 3  | 1   | 1   | 7   | 12    |
| 2009 год | —  | — | —  | —   | —   | 2   | 2     |
| 2010 год | —  | 1 | —  | 1   | —   | 2   | 4     |
| 2011 год | —  | — | —  | 2   | 1   | 2   | 5     |
| 2012 год | —  | — | —  | 1   | —   | —   | 1     |
| 2013 год | —  | — | —  | —   | —   | —   | 0     |
| 2014 год | —  | — | —  | —   | —   | —   | 0     |
| 2015 год | —  | 1 | 1  | 1   | —   | —   | 3     |
| 2016 год | 1  | — | —  | —   | —   | —   | 1     |
| 2017 год | —  | — | 1  | —   | —   | —   | 1     |
| 2018 год | —  | — | 2  | 4   | —   | 1   | 7     |
| 2019 год | —  | — | —  | 2   | —   | —   | 2     |
| 2020 год | —  | — | —  | 1   | —   | —   | 1     |
| 2021 год | 1  | — | 1  | —   | —   | —   | 2     |
| Всего:   | 5  | 9 | 55 | 144 | 135 | 162 | 510   |

## Степени ордена
С 1936 по 1940 год орден Государственного герба состоял из 2 особых степеней (цепь ордена и специальная большая лента), 5 основных степеней и 5 степеней медали ордена. В 1994 году орден Государственного герба был восстановлен в 1 особой степени (цепь) и 5 основных степенях:
 цепь ордена — знак на цепи, знак на широкой ленте через правое плечо и звезда на левой стороне груди;
 1-я степень (класс) — знак на широкой ленте через правое плечо и звезда на левой стороне груди;
 2-я степень (класс) — знак на ленте, носимый на шее, и звезда на левой стороне груди;
 3-я степень (класс) — знак на ленте, носимый на шее;
 4-я степень (класс) — знак на ленте с розеткой, носимый на левой стороне груди;
 5-я степень (класс) — знак на ленте, носимый на левой стороне груди.
Дамы, награждённые 2-й и 3-й степенью ордена, носят знак не на шее, а на левом плече на ленте, сложенной в форме плоского банта.

## Знаки ордена

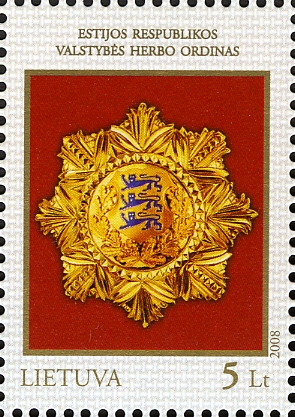
Звезда высшей степени на марке Литвы
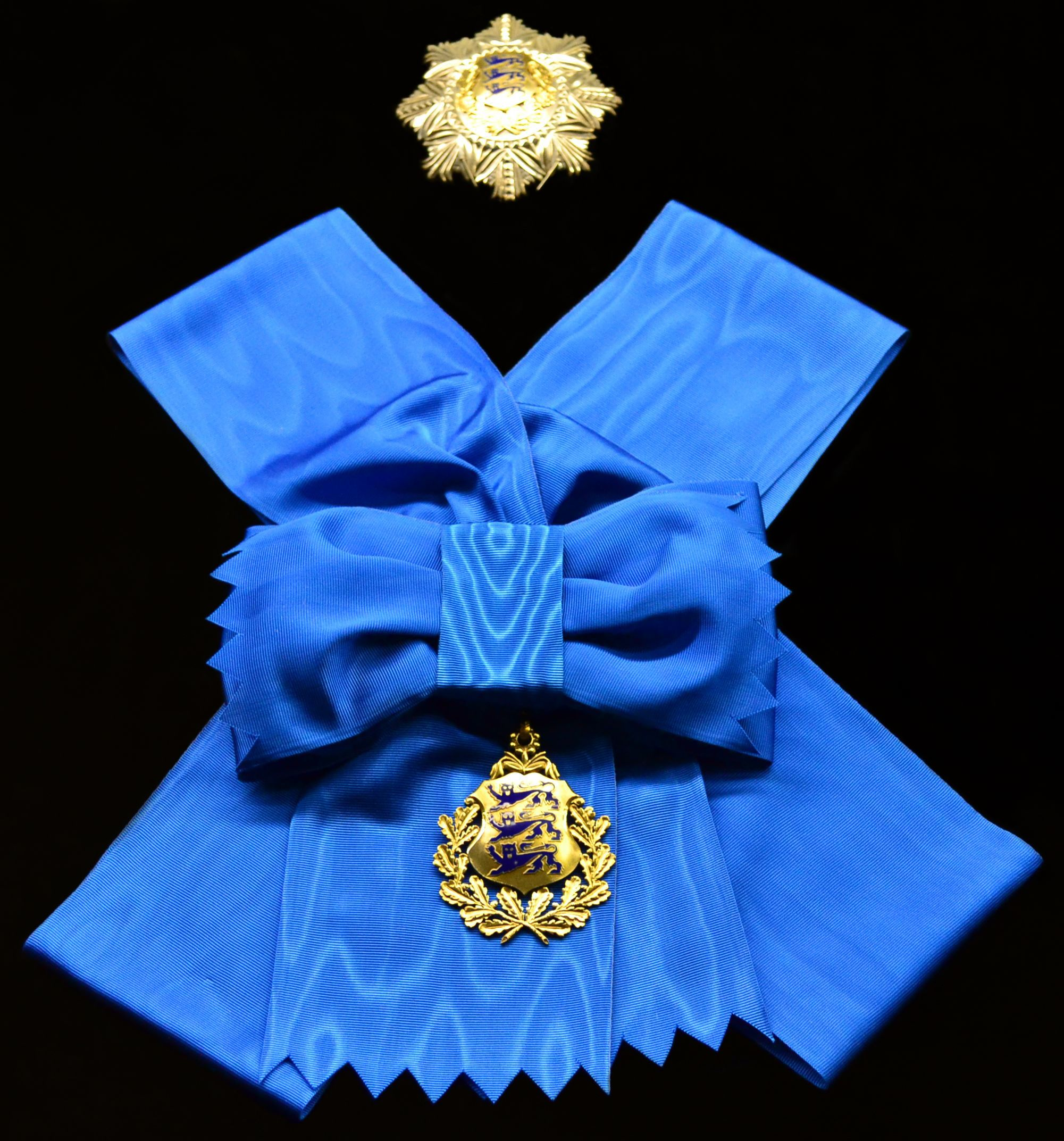
Знаки ордена 1-й степени
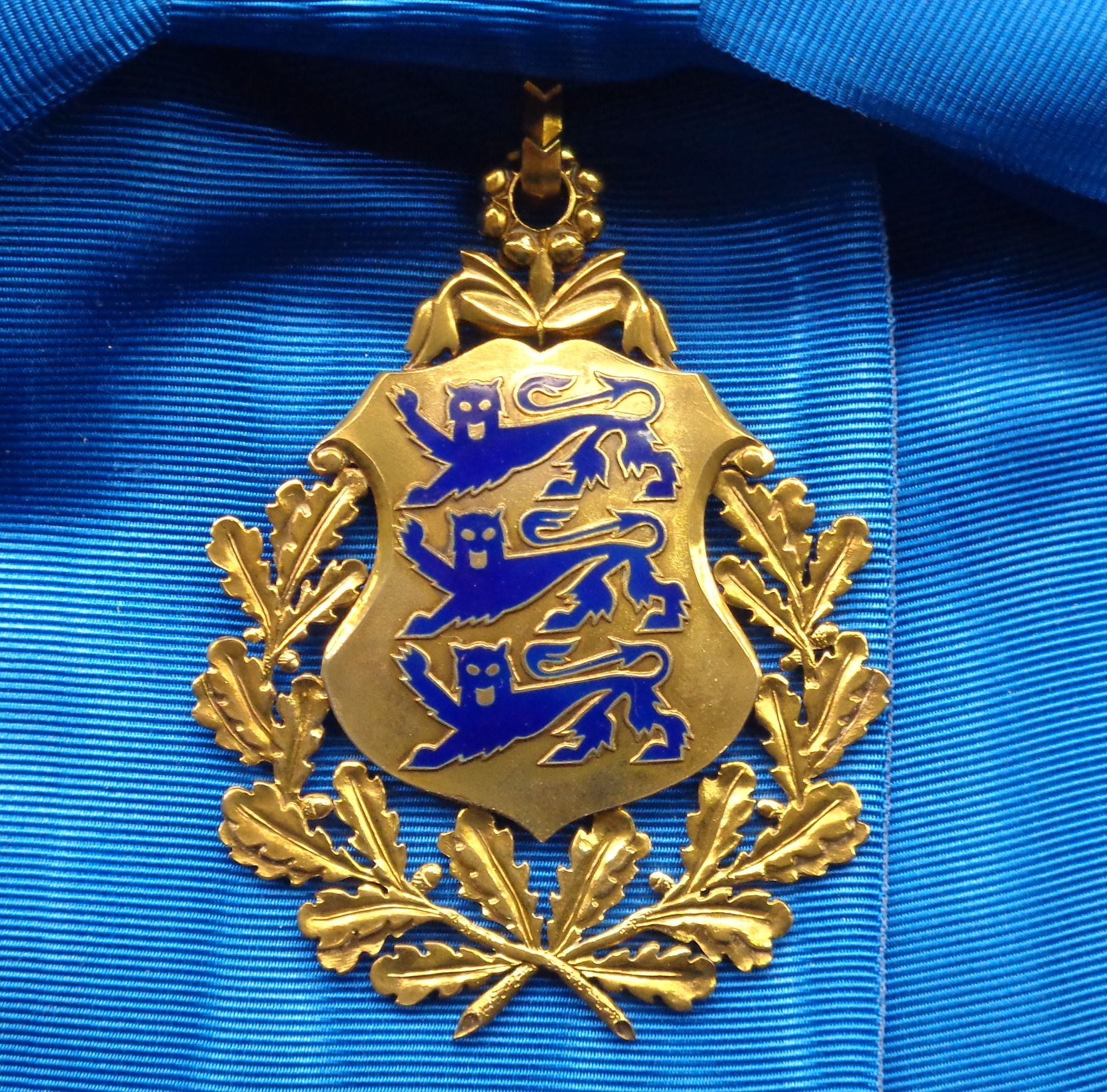
Знак ордена 1-й степени
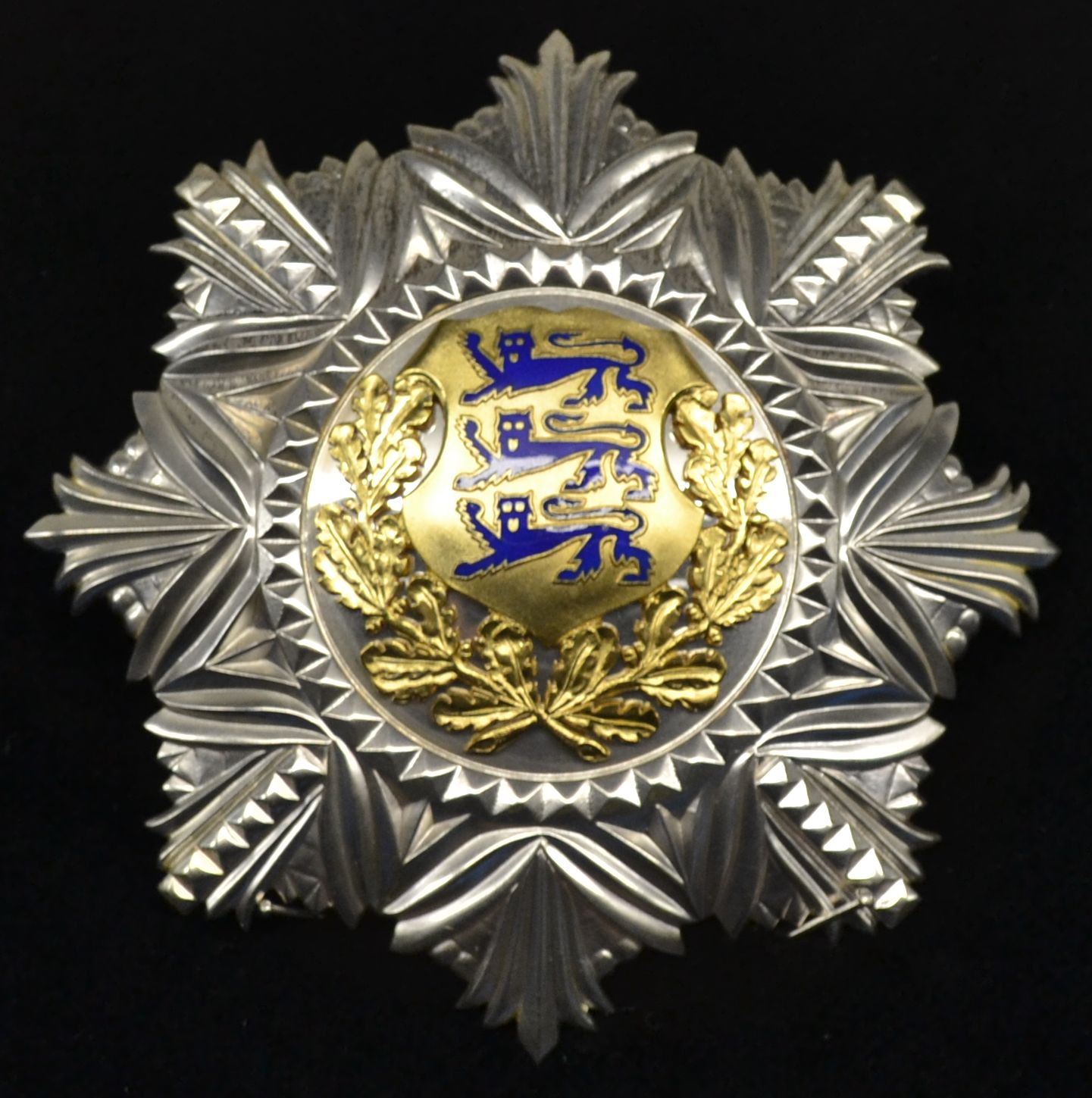
Звезда ордена 1-й степени
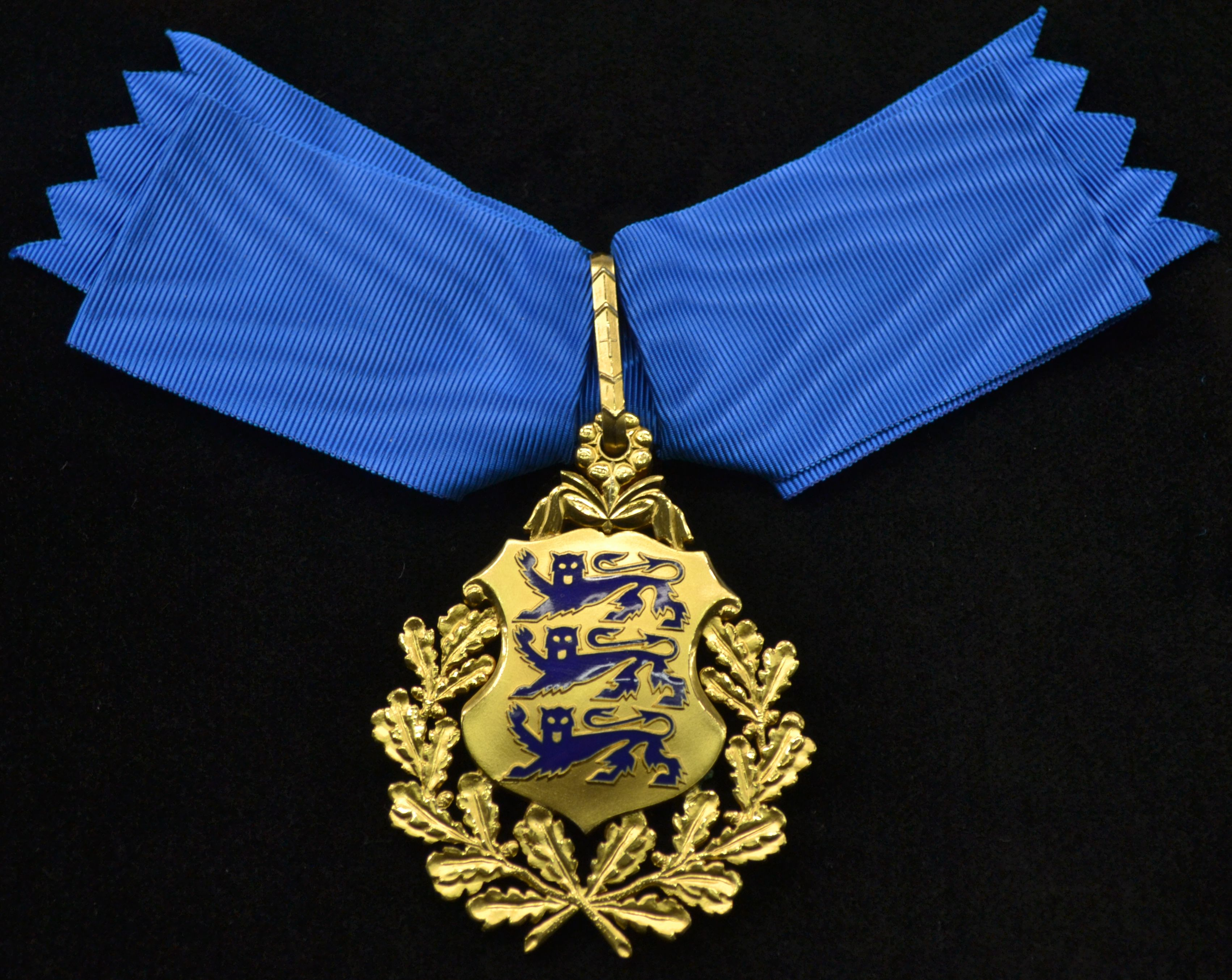
Знак ордена 3-й степени для вручения дамам
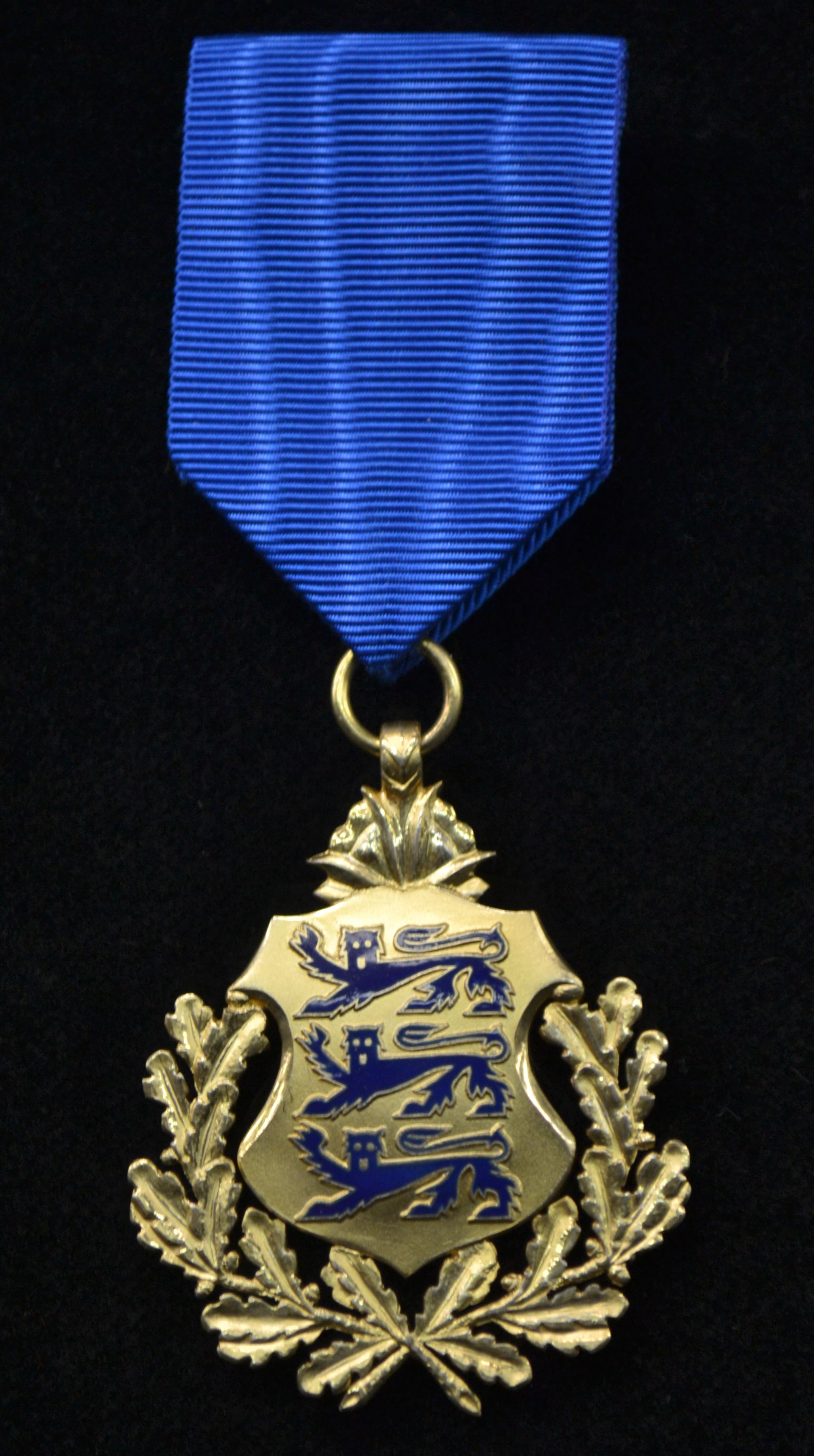
Знак ордена 5-й степени

Эскизы знаков ордена, победившие в конкурсе 1936 года, были разработаны Паулем Лухтейном (эст. Paul Luhtein). Знаки ордена Государственного герба всех степеней имеют одинаковый внешний вид. Цвет орденской ленты — синий (285C по международной системе цветов PANTONE).
Знаки особой степени «цепь»
Знак на шейной цепи (в особо-торжественных случаях) или на широкой ленте через правое плечо, и звезда на левой стороне груди.
Цепь — золотая, шириной 30 мм, состоящая из звеньев со стилизованным эстонским национальным растительным орнаментом. В 4 осевых звена (до 1940 года — в 3) вставлены драгоценные камни (рубин, бриллианты, сапфиры). К центральному звену подвешивается знак ордена.
Знак — позолоченный, диаметром 69 мм, в виде государственного герба Эстонии (в окружённом дубовым венком золотом щите три лазоревых леопарда). На обороте щита — выпуклая дата «19 24/II 18». Щит увенчан стилизованным растительным орнаментом.
Звезда — позолоченная восьмиконечная, диаметром 87 мм, с лучами в форме стилизованного растительного орнамента. На центр звезды наложен позолоченный государственный герб Эстонии (в окружённом дубовым венком золотом щите три лазоревых леопарда) диаметром 42 мм.
Лента — шёлковая муаровая синяя с золотистыми полосками по краям. Ширина ленты — 105 мм, ширина золотистых полосок — 5 мм. С 1994 по 2007 год полагалась лента синяя без полосок.
Знаки особой степени «специальная большая лента»
Знак на широкой ленте через правое плечо и звезда на левой стороне груди. Знак аналогичен знаку высшей степени, но диаметром 58 мм. Звезда и лента такие же, как у высшей степени.
Знаки 1-й степени
Знак на широкой ленте через правое плечо и звезда на левой стороне груди.
Знак — позолоченный, диаметром 58 мм, в виде государственного герба Эстонии (в окружённом дубовым венком золотом щите три лазоревых леопарда). На обороте щита — выпуклая дата «19 24/II 18». Щит увенчан стилизованным растительным орнаментом.
Звезда — серебряная восьмиконечная, диаметром 87 мм, с лучами в форме стилизованного растительного орнамента. На центр звезды наложен позолоченный государственный герб Эстонии (в окружённом дубовым венком золотом щите три лазоревых леопарда) диаметром 38 мм.
Лента — шёлковая муаровая синяя. Ширина ленты для мужчин — 105 мм, для женщин — 64 мм.
Знаки 2-й степени
Знак на ленте на шее и звезда на левой стороне груди. Дамы носят знак на ленте в форме плоского банта на левой стороне груди. Знак и звезда такие же, как у 1-й степени, но диаметр знака — 55 мм. Ширина ленты — 41 мм.
Знаки 3-й степени
Знак на ленте на шее. Дамы носят знак на ленте в форме плоского банта на левой стороне груди. Знак и лента такие же, как у 2-й степени.
Знаки 4-й степени
Знак на ленте на левой стороне груди. Знак такой же, как у 3-й степени, но диаметром 42 мм. Ширина ленты — 35 мм. На ленту крепится круглая розетка, диаметром 22 мм, из такой же ленты.
Знаки 5-й степени
Крест на ленте на левой стороне груди. Крест и лента такие же, как у 4-й степени, но без розетки на ленте.
Медали ордена
Медаль 1-й степени носилась на ленте на шее, медали 2—5 степеней — на ленте на левой стороне груди.
Медаль круглая с бортиком, имеющем 8 треугольных насечек. На лицевой стороне изображён государственный герб Эстонии (в окружённом дубовым венком золотом щите три леопарда, без эмали), на оборотной стороне — дата «19 24/II 18». Медаль увенчана стилизованным растительным орнаментом.
Медаль 1-й степени — позолоченная, диаметром 42 мм; медаль 2-й степени — позолоченная, диаметром 37 мм; медаль 3-й степени — позолоченная, диаметром 31,5 мм; медаль 4-й степени — серебряная, диаметром 37 мм; медаль 5-й степени — серебряная, диаметром 31,5 мм.
Лента медали синяя, шириной: 1-й степени — 41 мм, 2-й и 4-й степени — 35 мм, 3-й и 5-й степени — 30 мм.
Миниатюры ордена
Миниатюра ордена представляет собой уменьшенную копию знаков 5-й степени. Размер знака — 17 мм, ширина ленты — 15 мм, общая высота миниатюры — 50 мм.
Для повседневного ношения на гражданской одежде предусмотрены розетки из ленты ордена, а для ношения на мундирах — орденские планки.

## Комментарии
1. ↑  Цепь президента Пятса считалась должностным знаком президента и он не считался кавалером цепи[15], однако в регистре награждённых эстонскими наградами он включён в список кавалеров цепи ордена Государственного герба согласно закону 2007 года[16].